# Ворговаш
Ворговаш — река в России, протекает на северо-западе Переславского района Ярославской области; правый приток реки Кисьма.
Сельские населённые пункты около реки: Паньково, Кормолиха, Колокарёво, Даратники, Кисьма; напротив устья — Бурцево.